# Ol'ga Dmitrievna Forš
Ol'ga Dmitrievna Forš, in russo Ольга Дмитриевна Форш? (Gunib, 28 maggio 1873 – Leningrado, 17 luglio 1961), è stata una scrittrice sovietica.
Merita un posto di primo piano nella corrente del romanzo storico russo-sovietico.

## Biografia
Nacque in Daghestan nel 1873, figlia di un generale dell'esercito imperiale russo. Suo padre conobbe sua moglie, Nina Shakhetdinova, in Azerbaigian durante una sua permanenza nella zona caucasica. La madre di Ol'ga morì quando la scrittrice era ancora in tenera età e dopo la morte del padre, avvenuta nel 1881, Ol'ga venne inserita in un orfanotrofio per bambini della nobiltà.
Nel 1895 Ol'ga sposò Boris Forš, anche lui nato e cresciuto in una famiglia di militari di carriera e cinque anni dopo iniziò a frequentare scuole di arte di buona levatura sia a Kiev sia a San Pietroburgo. In questa ultima località lavorò nello studio di Pavel Petrovič Čistjakov.
Pochi anni dopo, esattamente nel 1904 Boris Forš fu scacciato dall'esercito a causa del suo rifiuto di effettuare l'esecuzione capitale di alcuni prigionieri politici. Per questo motivo la coppia si trasferì in Ucraina assieme ai loro due figli. Successivamente Ol'ga attribuirà l'ispirazione delle sue prime opere all'ambiente rurale e contadino che la circondava.
Il suo primo lavoro letterario venne pubblicato nel 1907, in un periodo in cui Ol'ga scriveva, dipingeva e insegnava arte alla Scuola di Levitskaya.
Ol'ga era molto interessata dalle idee del suo tempo, incluse i movimenti letterari tolstoiani, la Teosofia ed il Buddhismo, ma dopo la rivoluzione d'ottobre, assieme al marito divenne una sostenitrice del Bolscevismo. Suo marito morì di tifo mentre prestava servizio nell'Armata Rossa a Kiev. Dopo la sua morte Ol'ga continuò a dedicarsi con passione ai lavori culturali.
La celebrità le venne dal romanzo storico Odety kamenem ("Rivestiti di pietra", 1925), nel quale ricostruiva la storia del rivoluzionario Bejdemann, costretto a venti anni di reclusione in attesa di una decisione dell'imperatore Alessandro II.
La sua seconda opera storico-letteraria fu Sovremenniki ("Contemporanei", 1926), nella quale ripercorse la carriera dello scrittore Gogol', seguita da Simvolisti ("Simbolisti", 1934), dove, influenzata dalla diffusione del realismo socialista, svalutò l'importanza dell'individualismo nell'arte, e dalla prima parte del futuro Radiščev (1934), che uscì completo nel 1939, nel quale focalizzò il rapporto tra l'insurrezione di Emel'jan Ivanovič Pugačëv e l'opera di Radiščev.
Nel 1931 Ol'ga pubblicò il libro Sumasšedšij korabl' ("Il vascello folle"), nel quale affermò la supremazia della cultura nel rapporto tra artista e momento storico, un concetto che ritroveremo in quasi tutte le sue opere.
Nelle sue ultime opere, Viaggio da Pietroburgo a Mosca e Castello di Michele, rievocò la San Pietroburgo ai tempi dello zar Alessandro I.
Durante la sua vita ottenne numerosi riconoscimenti, come quello del "Congresso degli scrittori" nel 1934.
Morì a Tjarlevo, un sobborgo di Leningrado nel 1961.

## Opere principali
- Moskovskie rasskazy, ("Storie di Mosca"), 1925;
- Odety kamnem, romanzo, ("Rivestiti di pietra"), 1925;
- Sovremenniki, romanzo, ("Contemporanei"), 1926;
- Gorjacij zech, romanzo, ("Negozio caldo"), 1927;
- Pjatyj zver, racconti, ("La quinta bestia"), 1928;
- Der Hilfslehrer, dramma, ("L'insegnante assistente"), 1930;
- Sumassedsij korabl, romanzo, ("Il vascello folle"), 1930;
- Simvolisty, romanzo, ("Simbolisti"), 1932;
- Pod kupolom, racconti, ("Sotto la cupola"), 1933;
- Radiscev, romanzo, trilogia, 1934–39;
- Michailovskij zamok, romanzo, ("Il castello Michele"), 1946;
- Pervency svobody, romanzo, ("I primogeniti della libertà"), 1953
- Autobiografia, 1958;
- Wtschera i sewodnja, racconti, 1959.

### Opere tradotte in italiano
- Il vascello folle, (pref. Michele Colucci), Roma, Lucarini, 1991.